# En Yankee hos ridderne om det runde bord
En Yankee hos ridderne om det runde bord  (originaltitel: A Yankee in the Court of King Arthur og senere A Connecticut Yankee in King Arthur's Court) er en roman af forfatteren Mark Twain. Den udkom i 1889 og var sammen med andre bøger som Charles Dickens' Et juleeventyr blandt de tidlige bøger om tidsrejser.

## Filmatiseringer
- De gæve Riddere - stumfilm fra 1921.
- Unidentified Flying Oddball - Tegnefilm fra 1979 fra Disney.
- A Knight in Camelot - film fra 1998 med bl.a. Whoopi Goldberg.